# Torre de Can Bonet d'Avall
La Torre de Can Bonet d'Avall és una masia de Santa Susanna (Maresme) declarada bé cultural d'interès nacional.

## Descripció
Torre annexada a l'extrem d'una masia. És de planta quadrada, de quatre pisos i sostre pla. Conté finestres gòtiques de llinda plana de pedra treballada i restes dels dos permòdols del matacà. La torre està rematada per una cornisa i un mur calat que fa la funció de barana. Al centre del terrat s'aixeca un petit cos quadrangular rematat per merlets escalonats. Va ser reformada al segle xix.

## Història
Torre construïda cap a la fi del segle xv adossada a la masia de Can Bonet d'Avall, actualment propietat de la família Fluvià. A les reformes que es van fer al segle xix es va arrebossar i pintar d'ocre i es va modificar la part superior.